# ديف موريسون (لاعب هوكي جليد)
ديف موريسون هو لاعب هوكي جليد كندي، ولد في 12 يونيو 1962 في تورونتو في كندا.

## وصلات خارجية
- ديف موريسون على موقع دوري الهوكي الوطني (الإنجليزية)
- ديف موريسون على موقع EliteProspects.com (الإنجليزية)
- ديف موريسون على موقع HockeyDB.com (الإنجليزية)
- ديف موريسون على موقع Hockey-Reference.com (الإنجليزية)